# Republika Środkowoafrykańska na Letnich Igrzyskach Olimpijskich 1968
Republikę Środkowoafrykańską na Letnich Igrzyskach Olimpijskich 1968 reprezentował 1 zawodnik. Był to pierwszy start reprezentacji Republiki Środkowoafrykańskiej na letnich igrzyskach olimpijskich.

## Skład kadry

### Lekkoatletyka
Mężczyźni
- Gabriel M’Boa – 5000 metrów – odpadł w eliminacjach